# Keiichiro Nagashima
Keiichiro Nagashima (Japans: 長島圭一郎, Nagashima Keiichirō) (Ikeda (Subprefectuur Tokachi), 20 april 1982) is een Japans voormalig langebaanschaatser. Hij was gespecialiseerd in de korte afstanden, met name de 500 meter.

## Carrière
Nagashima debuteerde in het internationale circuit in 2004. Bij zijn eerste wereldbekerwedstrijd werd Nagashima verrassend derde achter concurrerende sprinters Jeremy Wotherspoon en Hiroyasu Shimizu. Na dit opvallende debuut verslapte Nagashima echter en reed hij vooral in de B-groep mee tijdens wereldbekerwedstrijden. Pas tijdens de Olympische Winterspelen in Turijn in 2006 mocht hij zich weer meten met de internationale top, hij eindigde daar als dertiende op de 500 meter.
Aan het begin van het seizoen 2006-2007 komt Nagashima sterker voor de dag, hij wint bij de eerste wereldbekerwedstrijden van dat seizoen beide 500 meters, vóór gevestigde namen als Shimizu en Joji Kato. Intussen krijgt hij ook zo nu en dan de 1000 meter onder de knie, op 7 maart 2009 rijdt hij in Salt Lake City met een tijd van 1.08,09 een persoonlijk record op de 1000 meter, zijn opening van 15,96 is de snelste ooit op een 1000 meter.
Zijn beste resultaten behaalde Keiichiro Nagashima in de jaren 2009 en 2010. Op de wereldkampioenschappen schaatsen sprint 2009 wordt hij tweede en op de wereldkampioenschappen schaatsen sprint 2010 derde. Daarnaast wint hij bij het schaatsen op de Olympische Winterspelen 2010 in Vancouver de zilveren medaille op de 500 meter.
De jaren hierna eindigt hij nog zo nu en dan op het podium, maar vaker haalt hij de top net niet. Op de olympische 500 meter in Sotsji staat hij na één omloop derde, maar met een mindere tweede omloop zakt hij naar de zesde plaats. In 2015 stopt Keiichiro Nagashima met internationale topsport.

## Persoonlijk records
| Afstand    | Tijd     | Datum             | Baan           |
| ---------- | -------- | ----------------- | -------------- |
| 500 meter  | 34,24    | 17 november 2013  | Salt Lake City |
| 1000 meter | 1.08,09* | 7 maart 2009      | Salt Lake City |
| 1500 meter | 1.50,37  | 28 september 2012 | Calgary        |
| 3000 meter | 4.05,56  | 6 augustus 2005   | Salt Lake City |
| 5000 meter | 7.58,45  | 3 februari 1998   | Kushiro        |

* = bevatte snelste opening ooit: 15,96

## Resultaten
| jaar | WK Sprint | WK Afstanden       | Olympische Spelen  | Wereldbeker                   |
| ---- | --------- | ------------------ | ------------------ | ----------------------------- |
| 2005 |           |                    |                    | 07e 100m 18e 500m 36e 1000m   |
| 2006 | 22e       |                    | 13e 500m 32e 1000m | 14e 500m 48e 1000m            |
| 2007 | 09e       | 17e 500m 14e 1000m |                    | 16e 100m · 0 500m · 18e 1000m |
| 2008 | 05e       | 06e 500m 12e 1000m |                    | 21e 100m 09e 500m 25e 1000m   |
| 2009 | 0         | 07e 500m 19e 1000m |                    | 0 500m · 06e 1000m            |
| 2010 | 0         |                    | 0 500m · 37e 1000m | 08e 500m 31e 1000m            |
| 2011 |           |                    |                    | 06e 500m 30e 1000m            |
| 2012 |           | 18e 500m 20e 1000m |                    | 08e 500m 39e 1000m            |
| 2013 | 21e       |                    |                    | 06e 500m 00p 1000m            |
| 2014 | 16e       |                    | 06e 500m           | 11e 500m 34e 1000m            |
| 2015 |           | 24e 500m           |                    | 19e 500m                      |

### Medaillespiegel
| Kampioenschap     | Goud | Zilver | Brons |
| ----------------- | ---- | ------ | ----- |
| WK Sprint         | 0    | 1      | 1     |
| Olympische Spelen | 0    | 1      | 0     |
| WB eindklassement | 0    | 2      | 0     |